# Sebastian Ziani de Ferranti

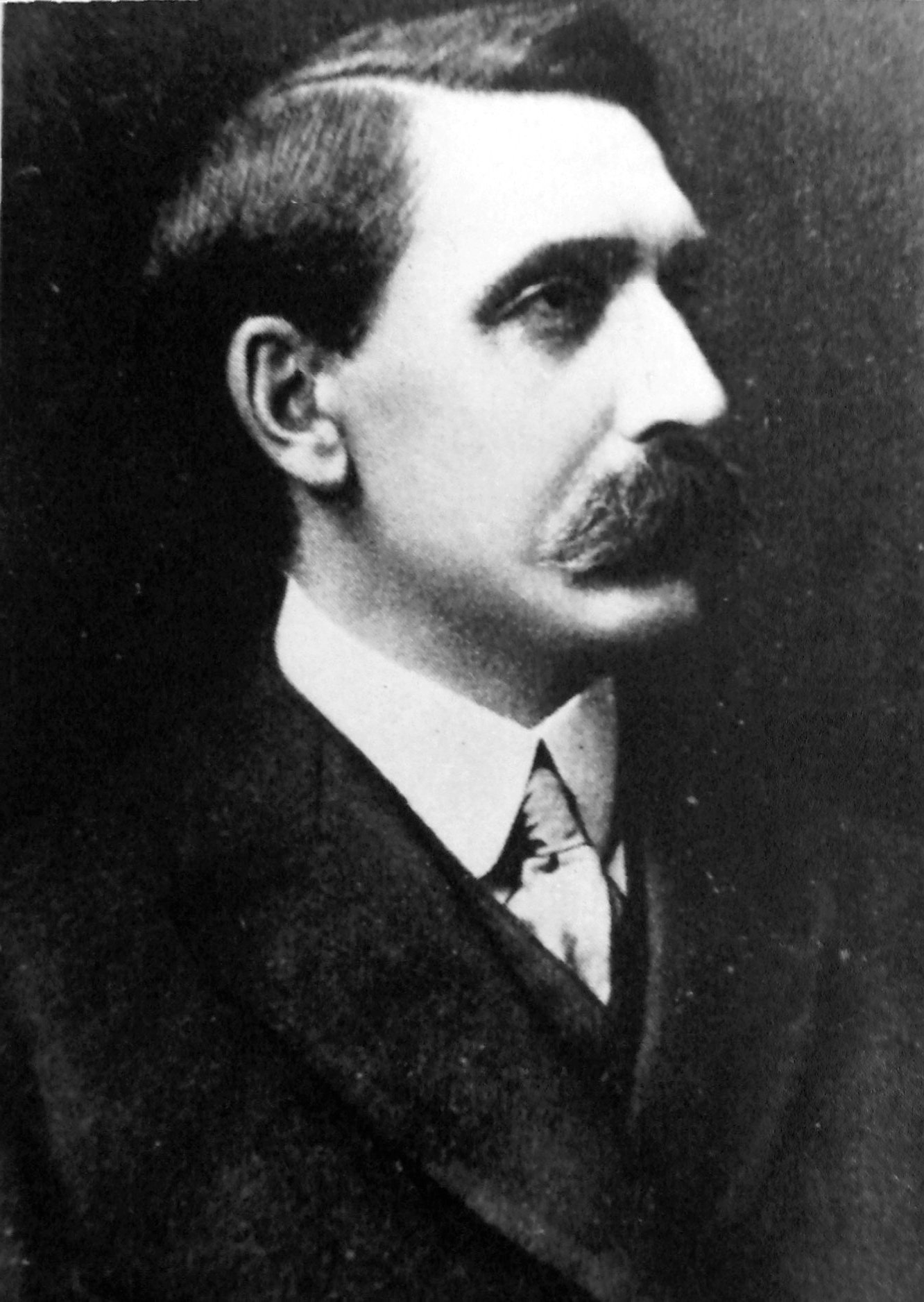
Sebastian Ziani de Ferranti

Sebastian Ziani de Ferranti (* 9. April 1864 in Liverpool; † 13. Januar 1930 in Zürich) war ein britischer Elektroingenieur.

## Leben und Wirken
Sein italienischer Vater César Ferranti war Photograph, seine Mutter Konzertpianistin. Seine erste kommerzielle Erfindung war ein Bogenlicht für Straßenlaternen, das er im Alter von 13 Jahren entwickelte. Im Alter von 16 erbaute er zusammen mit Sir William Thomson (Lord Kelvin) einen elektrischen Generator, der Ferranti Dynamo genannt und patentiert wurde. Im Jahre 1881 verkaufte er einen Dynamo für die damals bedeutende Summe von £5 10s. 
Im Jahre 1882 gründete er die Firma Ferranti, Thompson und Ince Limited. Diese Firma war die erste, die seinen Namen trug. Im Jahre 1905 gründete er die Gesellschaft Ferranti Limited die bis zu ihrem Konkurs 1994 in allen zivilen und militärischen Anwendungsfeldern der Elektrotechnik tätig war (Elektroherde, Kühlschränke, Radios, Funkgeräte, Radarequipment, Computertechnik, Erzeugung und Verteilung elektrischer Energie). Im Alter von 22 Jahren wurde er leitender Ingenieur der London Electric Supply Corporation und mit der Planung und dem Bau des Kraftwerks Deptford beauftragt, das 1890 in Betrieb ging. Bei der Inbetriebnahme entdeckte er den nach ihm benannten Ferranti-Effekt. 
Sebastian Ziani de Ferranti erhielt von 1882 bis 1927 insgesamt 176 Patente für Wechselstromerzeuger, Hochspannungskabel, Sicherungen, Transformatoren und Turbinen. 1927 wurde er als Mitglied („Fellow“) in die Royal Society aufgenommen. Er starb am 13. Januar 1930 nach einer Prostataerkrankung im Kantonsspital Zürich in der Schweiz. Er wurde in Hampstead (London) bestattet.